# Alejandro García Villalón (Virulo)
Alejandro García Villalón (Virulo) (Havana, 5 de janeiro de 1955) é um músico e comediante que integrou movimento musical conhecido como a Nova Trova Cubana.
Seu talento como humorista foi sua característica particular.
Afirmava que "o humor no distrai: concentra; o humor não aceita: questiona; e, finalmente, não gratifica: inocula o veneno da dúvida.
Iniciou sua carreira artística em 1973, participando do movimento musical que ficou conhecido como a "Nova Trova Cubana", juntamente com Silvio Rodríguez, Pablo Milanés e Noel Nicola.
Entre 1976 a 1978, apresentou na TV cubana, o programa: "Te doy una canción".
Em 1981, se graduou na CUJAE como arquiteto.
Em 1983, foi escolhido como diretor do "Conjunto Nacional de Espetáculos de Cuba", função que exerceu até 1992.
Em 1985, recebeu o Prêmio Girassol, pela peça de teatro: "La esclava contra el árabe".
Em 1989, criou e dirigiu o "Centro Nacional de Promoção do humor" e organizou dois festivais internacionais de humor.
Em 1990, o Ministério da Cultura de Cuba lhe outorgou a ordem Rubén Martínez Villena, por seu apoio ao desenvolvimento do humor.
Entre 1993 e 1994, escreveu, atuou e dirigiu artisticamente o programa: "Virulencia Modulada" exibido na "Televisión Azteca" (México).
Entre 1996 e 1997, atuou, escreveu e dirigiu o programa "La coladera", exibido no "Sistema de radio y Televisión Mexiquense".
Em setembro de 1998, lhe foi outorgada, pelo Ministério da Cultura de Cuba a "Distinção pela Cultura Nacional", pela sua destacada trajetória como artista.
Compôs a trilhas sonoras do filme: "De tal Pedro tal astilla"; dos documentários: "El piropo" e "Virulo y el eslabón perdido"; e dos desenhos animados: "El central", "El pararrayos" e "Pin Pin", entre outros.
Dentre os espetáculos teatros e Musicais escritos e dirigidos por Virulo, podem-se citar:
- "Cuéntame tu vida sin avergonzarte";
- "Échale DDT";
- "A quien le sirva el saquito que se lo ponga";
- "Échale salsita o El Génesis según Virulo";
- "La candela o El infierno según Virulo";
- "La esclava contra el árabe";
- "El Bateus de Amadeus";
- "Y ya estamos en el aire";
- "Welcome Colón";
- "Virulencia modulada";
- "El eslabón perdido y yo";
- "OVNI (Objeto Virulento no identificado)";
- "Tradiciones";
- "Sexo, luego existo, después pienso";
- "La soprano estreñida"; e
- "Il medio Castrato"[1] [2] [3] [4].